# Maju Trindade
Pour les articles homonymes, voir Trindade.
Maria Júlia "Maju" Trindade Frias Devásio née le 13 juin 1998 à Catanduva, est un mannequin, actrice, marketing d'influence et une youtuber brésilienne.

## Carrière
Elle a participé à plusieurs campagnes pour des marques telles que C&A, Hellman's, AmBev, Adidas et entre autres sociétés. Maju a déjà des millions d'adeptes sur les réseaux sociaux. Tout ce succès a amené Maju Trindade à écrire son premier livre « Maju » publié en 2016.

## Filmographie

### Cinéma
- 2017 : Os Penetras 2 – Quem Dá Mais? : Elle-même (participation spéciale)

## Livre
- 2016 : Maju